# Семьонов
Семьонов (на руски: Семёнов) е град в Русия, административен център на Семьоновски район, Нижегородска област. Населението на града към 1 януари 2018 година е 24 400 души.